# Ptosanthus aida
Ptosanthus aida är en tvåvingeart som först beskrevs av Erich Martin Hering 1937.  Ptosanthus aida ingår i släktet Ptosanthus och familjen borrflugor.
Artens utbredningsområde är Etiopien. Inga underarter finns listade i Catalogue of Life.